# Comte AC-4
El Comte AC-4 Gentleman fue un avión de entrenamiento y deportivo biplaza suizo producido por la Flugzeugbau A. Comte en la década de 1920.

## Diseño y desarrollo
En 1927, la compañía suiza Flugzeugbau A. Comte diseñó y construyó un prototipo de monoplano de cabina biplaza designado AC-4. Era un monoplano de ala alta arriostrada mediante soportes con tren de aterrizaje fijo de rueda de cola. Poseía asientos escalonados para dos ocupantes y una opción de controles dobles. Considerado el primer avión construido en serie en Suiza, se fabricaron dos lotes: el primero (AC-4), de seis aparatos; y el segundo (AC-4B Gentleman), de cinco.

## Historia operacional
El AC-4 se utilizó de forma privada como avión de turismo, escuela, postal y de remolque.
Swissair utilizó un ejemplar (matrícula CH-262, cambiada a HB-IKO en 1934) para realizar la ruta Zúrich-Lucerna. Vendido a un propietario privado en noviembre de 1947, entre 1955 y 1979 este avión estuvo basado en Alemania (matrícula D-ELIS) y fue bautizado como "Espíritu de Bamberg".
Otro ejemplar (CH-285) fue utilizado por la Fuerza Aérea Suiza como entrenador de 1931 a 1938.
Un AC-4 (HB-USI) fue modificado en 1939 por Ernst Wyss, entonces piloto jefe del Departamento de Ingeniería de Guerra (KTA) de los Talleres Federales de Construcción (Eidgenössischen Konstruktionswerkstätte), en el primer avión del mundo equipado con propulsión a gas producida por la quema de madera. Se necesitaban 34 kg de carbón para volar durante una hora.

## Variantes
AC-4
Versión de producción con un motor lineal Cirrus Hermes II de 85 kW (115 hp), seis construidos.
AC-4B  Gentleman
Segundo lote de producción con Armstrong Siddeley Genet Major de 104 kW (140 hp) o Cirrus Hermes III de 82 kW (110 hp), cinco construidos.

## Operadores
Suiza
- Fuerza Aérea Suiza
- Swissair
- Balair

## Especificaciones (AC-4)

### Características generales
- Tripulación: Uno (piloto)
- Capacidad: Un pasajero
- Longitud: 8,1 m (26,4 ft)
- Envergadura: 12,1 m (39,8 ft)
- Altura: 2,9 m (9,5 ft)
- Superficie alar: 20 m² (215,3 ft²)
- Peso vacío: 500 kg (1102 lb)
- Peso cargado: 800 kg (1763,2 lb)
- Planta motriz: 1× motor lineal de cuatro cilindros refrigerado por aire Cirrus Hermes II.
  - Potencia: 86 kW (119 HP; 117 CV)
- Hélices: Bipala de paso fijo

### Rendimiento
- Velocidad máxima operativa (Vno): 175 km/h (109 MPH; 94 kt)
- Velocidad crucero (Vc): 140 km/h (87 MPH; 76 kt)
- Alcance: 700 km (378 nmi; 435 mi)
- Techo de vuelo: 4000 m (13 123 ft)
- Régimen de ascenso: 3 m/s (591 ft/min)
- Carga alar: 92,9 kg/m² (19 lb/ft²)

## Aeronaves relacionadas

### Desarrollos relacionados
- Comte AC-8
- Comte AC-12 Moskito

### Secuencias de designación
- Secuencia AC-_ (interna de Comte): AC-1 - AC-3 - AC-4 - AC-8 - AC-11V - AC-12 Moskito